# 림은심
림은심(1996년 7월 5일~)은 조선민주주의인민공화국의 역도 선수이다. 2018년 세계 역도 선수권 대회에 참가해 메달을 획득했다.